# Linas Linkevičius
Linas Antanas Linkevičius (* 6. ledna 1961, Vilnius) je litevský diplomat a politik, od prosince 2012 litevský ministr zahraničních věcí.

## Život a politické působení
V letech 1978 až 1983 studoval na Fakultě automatizace Polytechnického institutu v Kaunasu. Mezi lety 1983 a 1989 pracoval v komunistických mládežnických organizacích. V letech 1990 až 1992 byl odpovědným pracovníkem ústředního výboru Nezávislé litevské komunistické strany a starším konzultantem parlamentního klubu Demokratické strany práce.
V letech 1992 až 1996 zastával místo člena Sejmu, litevského parlamentu, kde v letech 1992 až 1993 působil jako místopředseda komise pro zahraniční vztahy a vedoucí delegace Sejmu v parlamentním shromáždění NATO.
V letech 1993 až 1996 byl poprvé ministrem obrany Litvy. Mezi lety 1997 a 2000 působil jako velvyslanec a vedoucí mise Litvy při NATO a západoevropské unii. Následně se v roce 2000 vrátil do křesla ministra obrany, jež zastával čtyři roky.
Od roku 2005 do roku 2011 byl stálým představitelem Litvy v Severoatlantické radě. Mezi lety 2011 a 2012 pracoval jako velvyslanec pro transatlantickou spolupráci a bezpečnostní politiku. V roce 2012 se stal velvyslancem Litvy v Bělorusku. Od prosince 2012 je ministrem zahraničích věcí Litvy. Do úřadu byl znovu jmenován 13. prosince 2018.

## Vyznamenání
- komtur Řádu tří hvězd – Lotyšsko, 12. března 2001
- komtur Řádu litevského velkoknížete Gediminase – Litva, 3. února 2003
- komtur Řádu Vytisova kříže – Litva, 30. března 2004
- Řád kříže země Panny Marie II. třídy – Estonsko, 2. února 2005[3]
- Prezidentský řád znamenitosti – Gruzie, 2011[4]
- Řád cti – Moldavsko, 2014[5]
- komandér velkokříže Řádu Vitolda Velikého – Litva, 2015